# Hjelm Ø
Ej att förväxla med Hjelm (ö) i Kattegatt.
Hjelm Ø är en ö i Danmark. Den ligger i norra Guldborg Sund 200 meter från Lolland i Guldborgsunds kommun. Ön har en areal på 25 000 kvadratmeter och är cirka 300 meter lång. På ön växer gräs och flera fågelarter häckar där.